# グレムリン
グレムリン (Gremlin) はイギリスに伝わる妖精の一種。

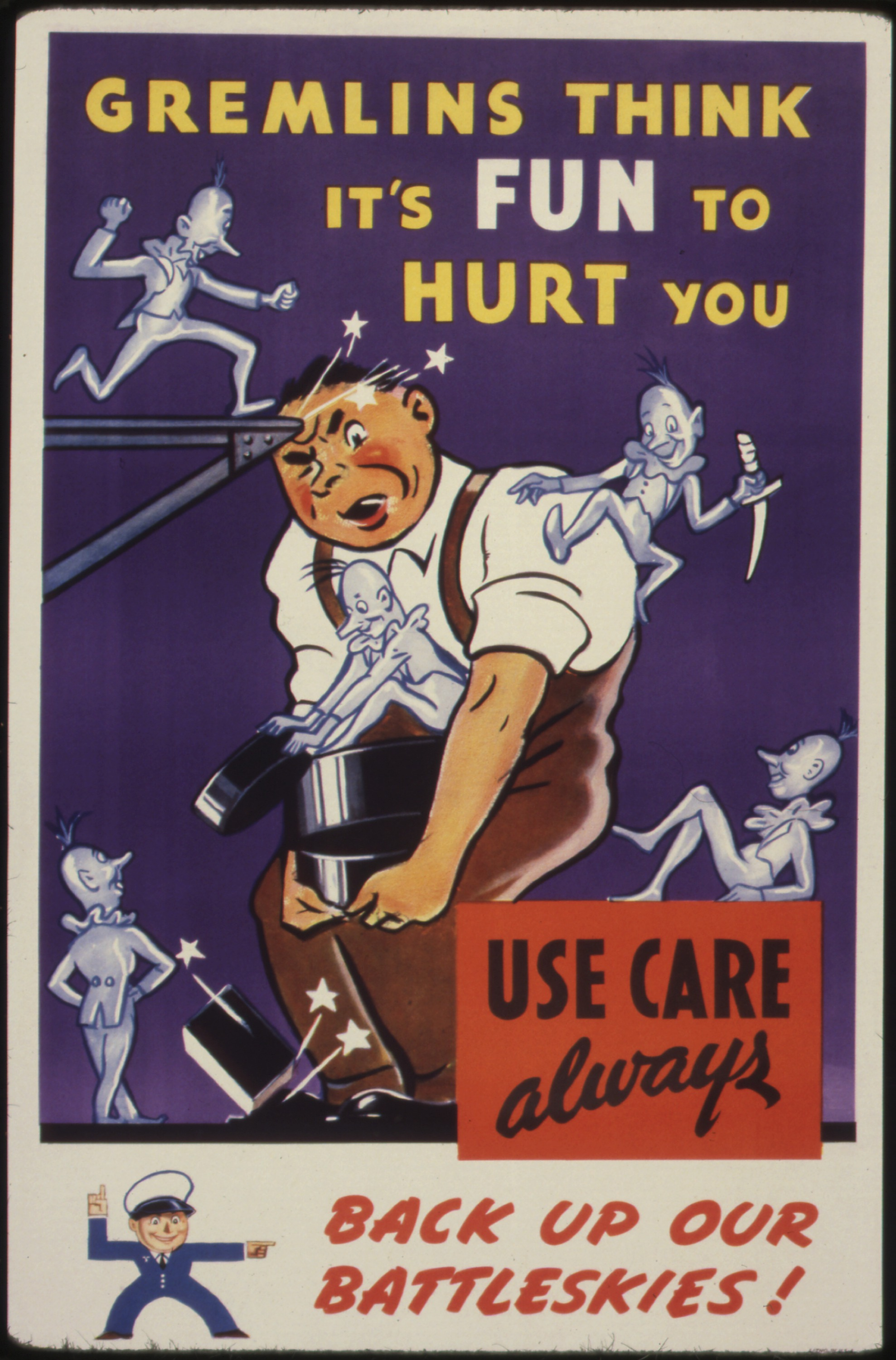
第二次世界大戦中に作られた工場の安全ポスター。グレムリンがモチーフに使われている。

## 概要
機械に悪戯をする妖精とされ、ノームやゴブリンと似た性質を持つ。かつては、ベンジャミン・フランクリンがライデン瓶実験を行う際に凧あげを手伝ったり（凧の実験）、ヘクター・オクライドというスコットランドのグレムリンがジェームズ・ワットに対して、薬缶の蓋を蒸気で動かすことによって蒸気機関を発想させたりと、人間に発明の手がかりを与え、職人達の手引きをしていたが、人間が彼らに敬意や感謝をせずにないがしろにしたため、次第に人間を嫌って悪さをするようになった。
井村君江によれば科学や力学に、ローズマリ・エレン・グィリーによれば技術、気象学、工学、航空力学に詳しいという。
グレムリンの正体や起源には諸説ある。そのひとつは、元々高い山の頂に暮らしていたグレムリンが、人類が高空飛行をするようになったのを見て、その飛行機械に興味を持って乗り移ったというものである。
ピーター・へイニングによれば、第1次世界大戦時に英国空軍から目撃報告があったという。工場にも出現することから、機械による霊体（エンティティ）である可能性もあるという。また第二次大戦中は東京に空襲をかけたアメリカ軍爆撃機の乗組員を悩ませた。またインドの北西戦線に駐留していた英国空軍の兵士たちの想像力の産物とも言われる。機械やコンピュータが原因不明で異常な動作をする事をグレムリン効果と言ったりする。志願部隊のジョフリー・レナード・チェシャー大佐はその名をヨークシャー空港の航空機トラブルのさいに挙げている。またその名はチャールズ・グレイヴズ著『薄い青色の線』(The Thin Blue Line)（1941年）で描かれ、「パンチ」、「スペクテイター」、「ニューヨークタイムス」紙（1942～1943年）でも記事に取り入れられた。
R・E=グィリーよれば、頭部に角が生えた背の高さ6インチ（15cmほど）の小人で、黒い皮の長靴を履いている、あるいは人間そっくりで身長が1フート（約30cm）、皺くちゃの赤い上着と緑色の半ズボン姿である、また雄兎とブルテリヤー犬との混血に見えたという。キャロル・ローズによれば、姿は、身長50cm、体重8kg、毛のまばらなジャックウサギに似て渋面を浮かべている、赤い上着、緑のズボン、頭から角を生やし皮の飛行ジャケットとブーツを着ている、水かきのある足にひれのついたというものが報告され、上空3000メートルで活動する種類はスパンデュールと呼ばれ、「いずれにせよ、羽を持たぬグレムリンは、空を飛ぶためには飛行機に乗らねばならない」としている。
計器に指を突っ込んで指示を狂わせる、ガソリンを勝手に飲んでしまうといった悪戯をなす（米映画『トワイライト・ゾーン』にこの話が元となっている一編がある）。目標の座標を狂わせる、滑走路を上下させる、燃料を使い尽くさせる、機体に穴を開ける、ケーブルを齧る、などの悪戯をするという事例を書くキャロル・ローズの他、大した事故を起こさないので人間と友好な接触をしたがっているかもしれないとするピーター・へイニングや、ローズマリ・E=グィリーの論など、一般にそれほど悪意のある妖精ではないと思われている。また民間機がグレムリンのような声で誘導された、という他、パイロットが無事に基地に集結できるように集団で手助けするともいう。
荒俣宏によれば、1942年からウォルト・ディズニーが挿絵を描き、空軍の大尉でもあったロアルド・ダールが「ペガソス」(Pegasus)名義で執筆したおとぎ話や、ジョークとしての読み物などによってアメリカ合衆国へ流通し、第2次世界大戦の最中ということもあってそれを契機に「都市伝説」として世界へ浸透したという。C・ローズ『世界の妖精・妖怪事典』にフィフィネラという女性のグレムリンが紹介されているが、荒俣によれば、ロアルド・ダール（著作権、などはウォルト・ディズニーが持つ）『グレムリンズ』（英語版の記事）の中に登場する、グレムリンの女性が「フィフィネラ」、男性をウィジェットという。

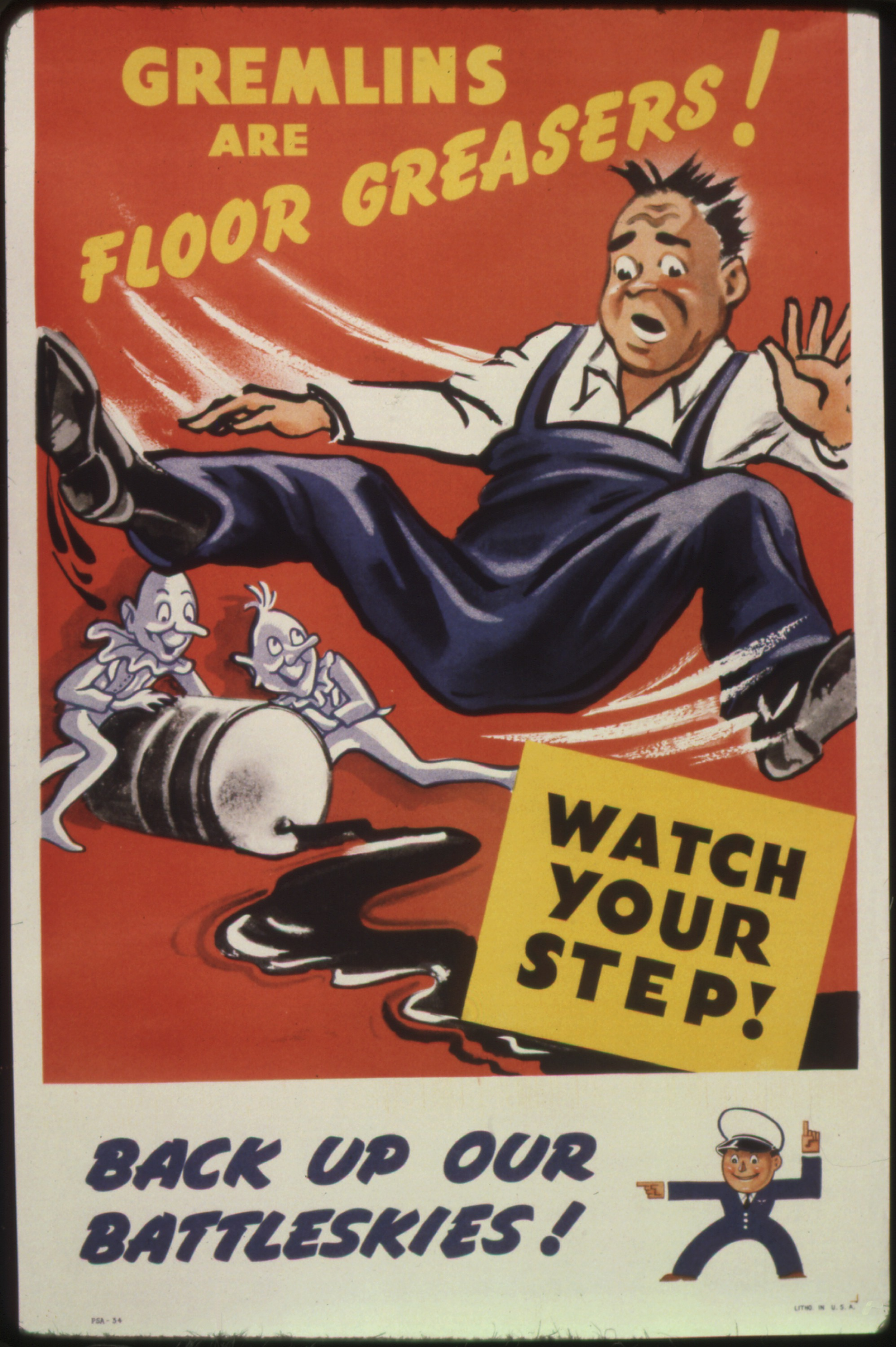
グレムリンを警告する第二次世界大戦のポスター
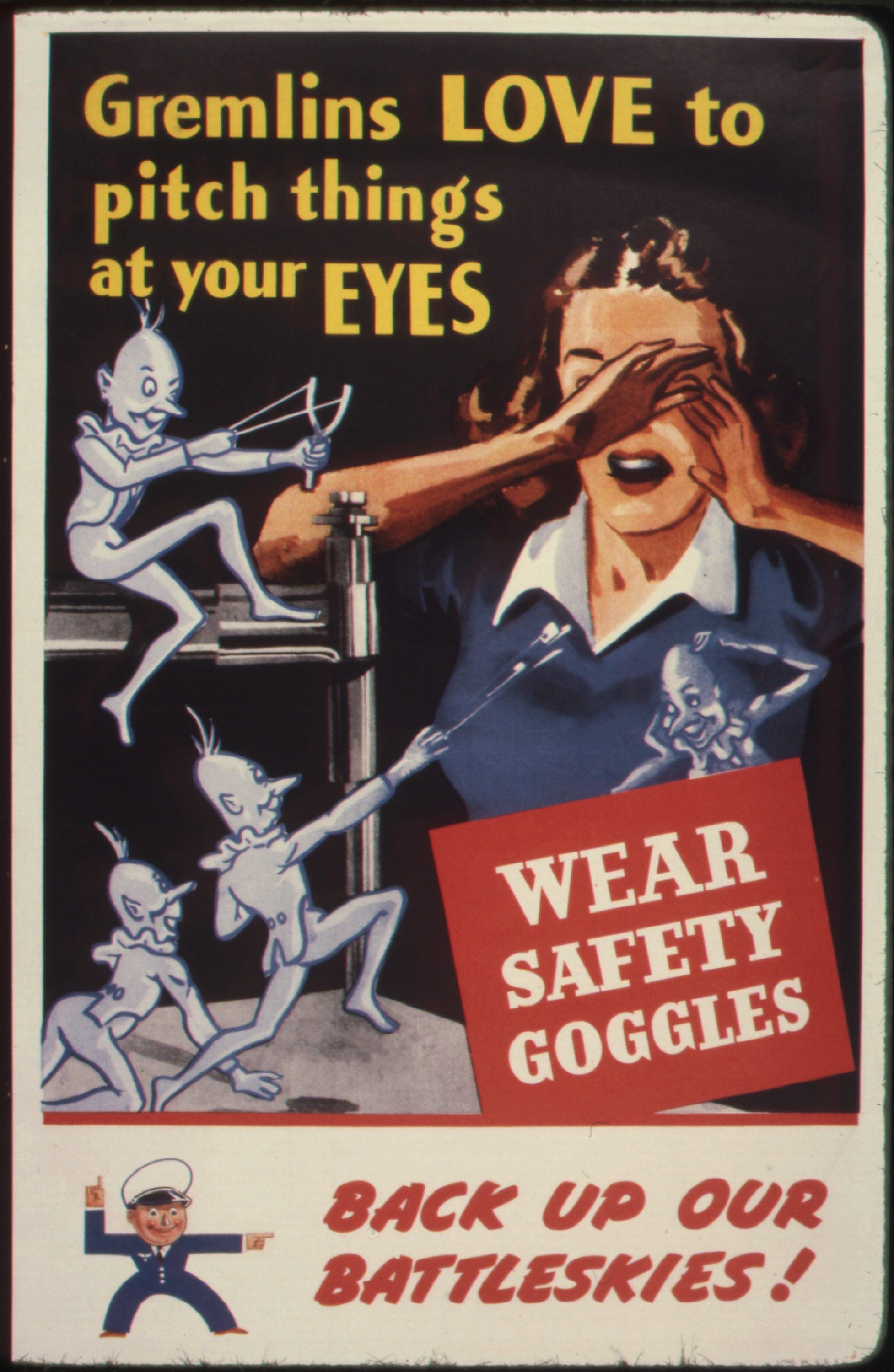
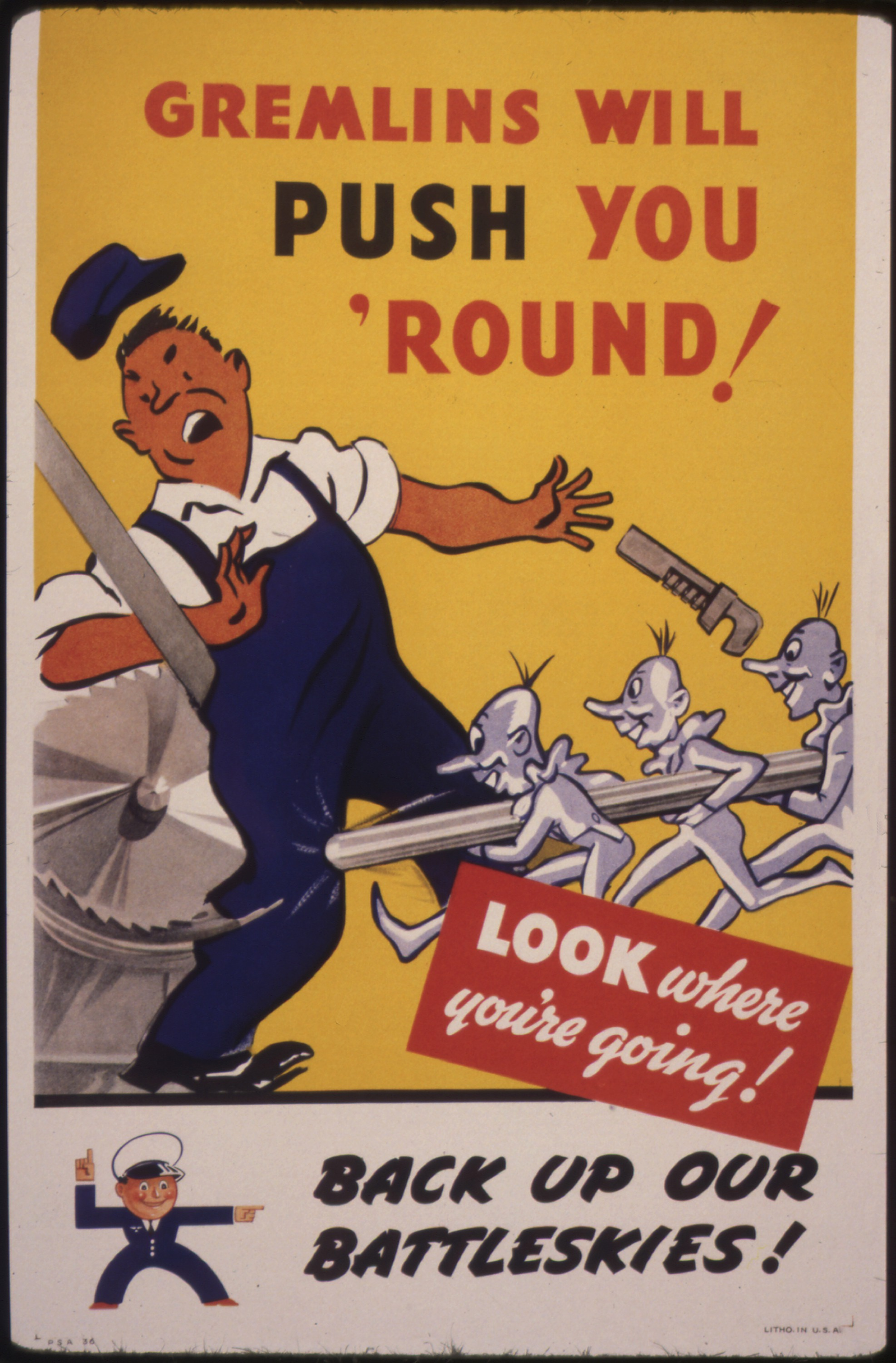
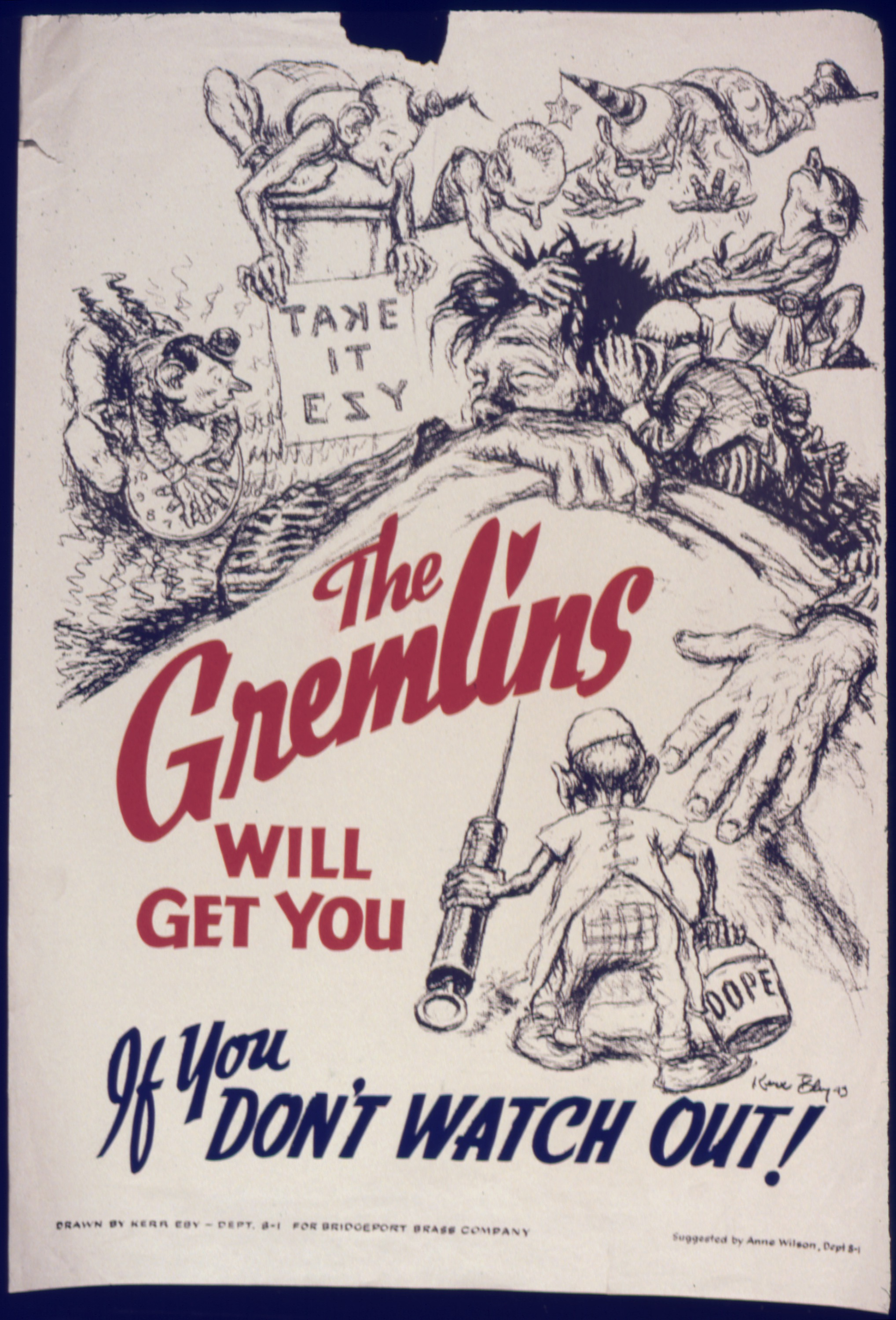
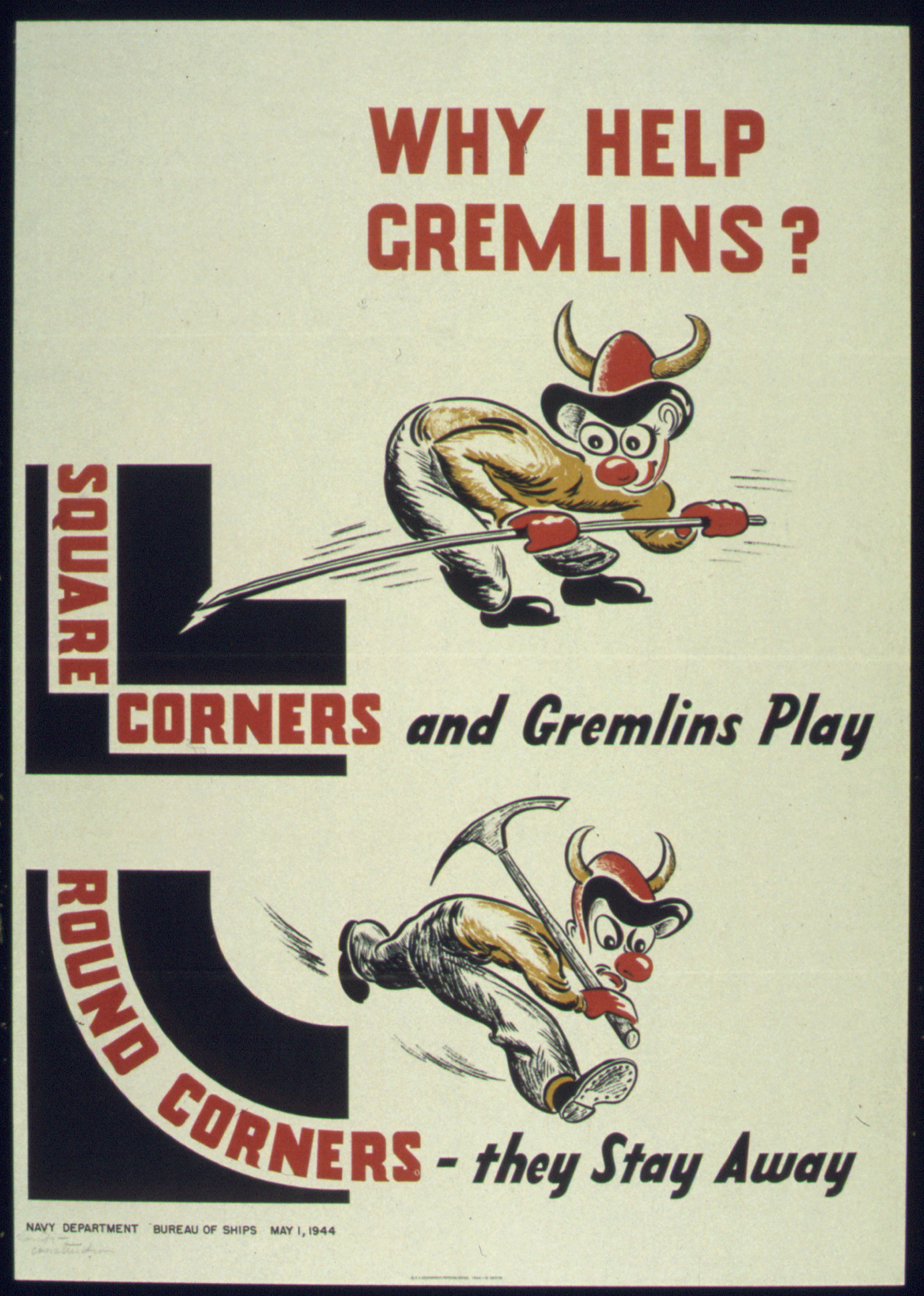

## 呼称
呼称の由来について水木しげるは、グレンデルの転訛とする説や、「嘆き悲しむ」を意味するアングロ・サクソン語gremianに由来するという説を引用してる。また、インド西北国境の爆撃機地で飛行中隊によって語られた、そこで唯一読めた本である「グリムの妖精物語」の「グリム」（grimには「陰鬱な」の意もある）と「ビール飲み」を指す「フレムリン」の合成語説を推している。A・フランクリンによると王立空軍のプルーン大尉が「グリム」と、「フレムリン醸造所のエレファントエール(feremlin's elephant ale)」からとったという主張を紹介した上で、古英語Gremian（「悩ませる」の意）に由来するという説を妥当としている。キャロル・ローズは「グリムの妖精物語」と「フレムリン醸造所のエレファントエール」(feremlin's elephant ale)の合成語としている。
また荒俣宏によれば、呼称そのものは1920年代からイギリス空軍内で知られていたらしく、中東、インド、地中海の島々でしばしば起きた飛行機事故がグレムリンの仕業とされていたらしい。

## ロアルド・ダールによる普及
作家のロアルド・ダールは、グレムリンの存在を英国空軍以外にも知らしめた。 彼は英国空軍の飛行隊(No. 80 Squadron RAF)に所属して中東で兵役に就いていた。また、ダール自身も飛行機のトラブルにより、砂漠に不時着した経験がある。
1942年1月、彼が英国大使館の航空担当補佐官としてワシントンD.C.に赴任した際にこのグレムリンの物語を書いた。空軍の戦闘機に住み着いた小さな人間のような存在であるとして、グレムリンの妻をフィフィネラ(Fifinellas)、グレムリンの男の子を ウィジェット(Widgets)、グレムリンの女の子をフリバーティギベット(Flibbertigibbets)と呼んだ。ダールが完成した原稿をイギリス情報局の局長であるシドニー・バーンスタインに見せたところ、バーンスタインはこれをウォルト・ディズニーに送ることを思いついた。
『グレムリン』は、ウォルト・ディズニーにより実写/アニメーション映画として企画されたが、最終的には頓挫してしまった。しかし、ロアルド・ダールが作り出したグレムリンのイメージが米国をはじめ、世界に広まったのは確かである。

## グレムリンに関する諸説・噂
- その成り立ちの段階から、日本および黄色人種を起源とする説、20世紀初頭から出てきた新しい妖精である点などから戦前の欧米から見た黄禍論の象徴とする説も根強い。
- 水木しげるは背中から翼を生やした人間大のサイズの妖怪として描き、戦闘機に匹敵する飛行速度を持ち軍用機を集団で襲うと説明した[13]。
- 今日なお北米では航空機部品の納入時に、飴玉をひとつ同梱する習慣があるが、これは「どうかこの飴で満足して、大事な部品に悪戯をしないで欲しい」というグレムリンへのお供えであると考えられる。この話は、映画『グレムリン』、およびその続編の『グレムリン2 新・種・誕・生』でも紹介されている。
- アト・ド=ヴリースによれば、グレムリンはビール瓶に入るとされ、飛行機に瓶が入れられた[14]。

## 派生
リチャード・マシスンはグレムリンを目撃した乗客の恐怖体験を描いた短編「二万フィートの戦慄(Nightmare at 20,000feet)」を1961年に発表。1963年にTVドラマシリーズ『ミステリー・ゾーン』で映像化され、ジョージ・ミラー監督による1983年の映画化では悪鬼のようなデザインのグレムリンによる破壊行動を直接的に描写した。ロバート・ブロックが手掛けたノヴェライズのグレムリンは下界が見えると背中から翼を伸ばし、雲の上に飛び去る。
映画『エイリアン』は太陽系外を舞台にしているが、脚本のダン・オバノンはグレムリン伝説に基づく物語を構想しており、他の未着手脚本と掛け合わせて初期稿が書かれた。